# Radomerje
Radomerje este o localitate din comuna Ljutomer, Slovenia, cu o populație de 185 de locuitori.